# Arcadia (Kalifornia)
Arcadia – miasto w Stanach Zjednoczonych, w stanie Kalifornia, w hrabstwie Los Angeles. Znajduje się tu tor wyścigowy Santa Anita Park z pomnikiem ogiera Seabiscuit.
Z Arcadii pochodzi Lindsay Price, amerykańska aktorka telewizyjna.